# The Police
 Denne artikel omhandler gruppen The Police. Opslagsordet har også en anden betydning, se Police.
The Police var en New Wave-gruppe dannet i London i 1977.  Gruppens musik var stærkt påvirket af reggae, og den havde en lang række hits i perioden 1978-1984. The Police var fra slutningen af 1970'erne til midten af 1980'erne én af verdens mest populære grupper.
The Police blev dannet af den amerikanske trommeslager Stewart Copeland i starten af 1977. Copeland ønskede at danne en trio der kunne blive en del af Londons punk-scene. Copeland fik sangeren og bassisten Sting og guitaristen Henry Padovani med i gruppen, og de tre indspillede deres første single "Fallout/Nothing Achieving" i februar 1977. I marts og april turnerede de som opvarmning for Cherry Vanilla og Wayne County & the Electric Chairs.
I løbet af sommeren 1977 mødte Sting og Copeland guitaristen Andy Summers og fra juli 1977 optrådte Copeland, Sting, Padovani og Summers sammen. Padovani forlod gruppen i efteråret 1977, så The Police igen var en trio. Konstellationen Copeland, Sting og Summers holdt resten af gruppens levetid.
Gruppen arbejdede på sit første album Outlandos d'Amour uden manager eller pladekontrakt og med meget lille budget. Nummeret "Roxanne" skaffede dem imidlertid en kontrakt med A&M Records, og nummeret blev siden deres første hit. Gruppen turnerede herefter i Storbritannien og Australien og gav et antal koncerter i USA. I oktober 1979 udsendtes deres andet album Reggatta de Blanc, hvorfra numre som "Message In a Bottle", "Walking on the Moon", og "The Bed's Too Big Without You" blev betydelige hits.
I marts 1980 indledte The Police en verdensturne, og i efteråret samme år udsendtes deres tredje album, Zenyatta Mondatta, hvorfra numrene "Don't Stand So Close to Me" og "De Do Do Do, De Da Da Da" toppede hitlisterne. Dette album gjorde for alvor The Police til stjerner. Sting har siden udtrykt utilfredshed med det og beklaget at det blev indspillet for hurtigt, mens mange kritikere regner det for gruppens bedste. Albummet skulle samtidig blive det sidste, hvor gruppen arbejdede sammen.
Sting begyndte at optræde mere og mere som solist og i film. Efterhånden som Stings stjerne-status voksede blev hans forhold til Stewart Copeland dårligere. Gruppen udgav sit fjerde album Ghost In The Machine, produceret af Hugh Padgham, i 1981. Gruppen forlod med dette album sin enkle lyd og begyndte at anvende blæsere og flere lag i musikken.  Fra dette album stammer flere mindre hits, bl.a. "Every Little Thing She Does Is Magic", "Invisible Sun" og "Spirits In The Material World." 
Gruppen sidste album, Synchronicity, blev udgivet i 1983. Dette album er langt stærkere end forgængeren, og indeholder flere store hits, bl.a "Every Breath You Take", "Wrapped Around Your Finger", "King Of Pain" og "Synchronicity II". Til flere af numrene blev der udsendt musikvideoer instrueret af Godley & Creme.
The Police gik aldrig officielt i opløsning, men gruppens medlemmer blev mere og mere optaget af deres arbejde som solister. Gruppen forsøgte en genforening i 1986 og spillede sammen en enkelt gang i 1992.
I 2004 udsendte Henry Padovani et solo-album, hvor Sting og Copeland medvirker på et enkelt nummer. Den originale udgave af The Police spillede her sammen for første gang siden 1977.
Gruppen har i 2007 været på en turne i Amerika og den 1. september 2007 gav de koncert i Århus.[kilde mangler]

## Medlemmer
- Sting (Gordon Matthew Sumner) – vokal, el-bas
- Stewart Copeland – trommer
- Andy Summers – guitar
- Henry Padovani – guitar (forlod gruppen tidligt)

## Diskografi
- Outlandos d'Amour (1978)
- Reggatta de Blanc (1979)
- Zenyattà Mondatta (1980)
- Ghost in the Machine (1981)
- Brimstone & Treacle (1982)
- Synchronicity (1983)
- Every Breath You Take: The Singles (1986)
- Message in a Box: The Complete Recordings (1993)
- Every Breath You Take: The Classics (1995)
- Live! (1995)
- The Very Best Of Sting & The Police (1997, 2002)
- The Police (2007)
- Certifiable: Live in Buenos Aires (2008)